# 442721 Kerouac
442721 Kerouac este o planetă minoră (asteroid) din Mars-crossing asteroid⁠(d). A fost descoperită pe 18 octombrie 2009 la Mount Lemmon⁠(d) de Mount Lemmon Survey⁠(d) și a fost numită după Jack Kerouac. 
Obiectul prezintă o orbită caracterizată de o semiaxă mare de 2,1705214222236 UAi, o excentricitate de 0,24499149207354, o înclinație de 6,0543151026606 ° în raport cu ecliptica.